# Bjedoukh
Ensemble ethnique appartenant à la famille des Adyguéens ou Tcherkesses et dont la langue est une des variantes de l'Adyguéen. L'ethnonyme peut également se rencontrer sous les formes suivantes : Bjedough, Bjédougue, Bjedugh, Bzhedugh. Les Bjédoukhs se divisaient jusqu'au XXe siècle en deux communautés : les Bjédoukhs-Kamyshs et les Bjédoukhs-Tchertchéneys.

## Localisation
Les Bjédoukhs figurent parmi les ethnies peuplant le Caucase du Nord-Ouest, dans la vallée du Kouban située dans l'actuel Kraï de Krasnodar, dont ils constituent encore une partie de la minorité adyguéenne.
Les Bjédoukhs-Kamyshs peuplent historiquement les environs de la ville de Krasnodar, les Bjédoukhs-Tchertchéneys occupant le cours inférieur de la rivière Touapsé et le bassin de Psékoups.
Les Bjédoukhs vivaient généralement dans des villages appelés aouls près des cours d'eau affluents du fleuve Kouban.

## Langue
Le Bjédoukh est une langue caucasienne de la famille de l'Adyguéen.

## Culture
La culture Bjédoukh s'apparente à l'ensemble culturel tcherkesse : les légendes des Nartes, le code social adyguéen (Adiga Habzé) sont les premiers éléments invariants historiquement attestés. Convertis à l'Islam sunnite vers la fin du XVIIe siècle, les Bjédoukhs conservent volontiers des pratiques de syncrétisme religieux.

## Structure sociale historique
Les Bjédoukhs, comme la plupart des autres sous-ensembles Tcherkesses, possédaient une organisation sociale pyramidale, fondée sur un modèle féodal. L'ensemble de la communauté obéissait à un clan familial dont les chefs portaient le titre de 'Pshé' (mot signifiant "Prince"). Suivaient une classe familles de nobles vassaux, appelés "Ouork" ou "beys", et une classe de paysans serfs.
La société se composait également d'esclaves et de familles venues d'autres subethnies et accueillies en résidence.
Les princes ayant dirigé sur l'ensemble social bjédoukh étaient de la famille des Hadjimoukov. Ces derniers appartenaient à une dynastie dont un représentant, Prince Aïtetch, avait accompli le pèlerinage musulman à La Mecque en 1715, qui lui avait valu le titre de Hadji. Ses descendants ont par la suite été désignés Hadjimouko (fils du pèlerin), russisé en Hadjimoukov au XIXe siècle.
Cette structure sociale a disparu lorsque le dernier prince régnant, Tarkhan Hadjimoukov, s'est soumis à la Russie en 1859. Ses descendants ont été incorporés à la noblesse de l'empire russe avec leur titre princier.